# Anni de Roos
Anna Bertha (Anni) de Roos (Amsterdam, 20 december 1890 – Laren, 10 februari 1974) was een Nederlands naaldkunstenaar en tekenaar. Ze wordt ook vermeld als Annie de Roos.

## Levensloop
Anni de Roos was een dochter van schoenmaker Hendrik de Roos (1852-1928) en Janna Wijma (1849-1927). Haar ouders, beiden Friezen, hadden zich in 1882 in Amsterdam gevestigd. Ze was een jongere zus van typograaf Sjoerd de Roos. Na de mulo was ze een tijd lang assistent bij een aantal fotografen, onder wie Frits Geveke, en fotografeerde ook zelf. In 1911 leerde ze de kunstenaar John Rädecker (1885-1956) kennen, toen ze beiden als figuranten speelden in een toneelstuk onder regie van Albert van Dalsum. Het jaar erop trok Rädecker met zijn vriend Jacob Bendien ('Toppie') naar Parijs, waarna De Roos hem zonder haar werkgever in te lichten nareisde. Hij stimuleerde haar om te gaan tekenen en ze tekende naast hun vriendenkring -veelal Nederlandse kunstenaars- de straatmeiden, slangenbezweerders en zigeunerinnen in Parijs. In dezelfde periode begon ze ook met het maken van 'frivolité-werk', met draden, lussen en knopen maakte ze onder meer fantasiebloemen en inspireerde ook anderen om het naaldwerken op te pakken.
Rädecker-de Roos
Anni raakte zwanger en terug in Amsterdam trouwde het stel op 3 april 1913. Bendien, Wilm Wouters, Jan van Deene en Arnold Davids, vier bevriende schilders, traden op als getuigen. Jan ten Herkel probeerde in datzelfde jaar werken van Rädecker en een aantal vrienden in te brengen voor een tentoonstelling van de Moderne Kunst Kring in het Stedelijk Museum Amsterdam, maar kreeg nul op het rekest. Voor de najaarstentoonstelling van De Onafhankelijken eind 1913 werd het werk wel aanvaard. De schilderijen van Rädecker, Bendien, Van Deene, Davids en Chris Hassoldt en een borduurwerk van De Roos werden voor de voorstelling bij elkaar gehangen. De vriendengroep leverde als toelichting op hun werk een manifest over absolute kunst aan, dat bij de schilderijen werd gehangen. De recensent van De Nieuwe Courant noemde hun werk "schilderijen, die niemendal voorstellen" en vond het terecht dat "dit vreemdsoortige werk uit den vreemde" bij elkaar was gehangen. Kort na de tentoonstelling vertrok het paar opnieuw naar Parijs, maar keerde terug na het uitbreken van de Eerste Wereldoorlog. Toen het echtpaar in 1915 deelnam aan de tentoonstelling 'Werken van Moderne Artiesten' in Utrecht schreef de criticus van het Utrechts Dagblad over de twee borduurwerken van De Roos, die hij omschreef als "composities zonder nader onderwerp, vorm- en lijn-verbeeldingen, die herinneren aan de composities van een Kandinsky in de schilderkunst, met dat verschil dat mevr. Rädecker meer gebonden is aan de decoratieve vormen."
Rädecker legde de beeltenis van zijn vrouw meermaals vast, op papier en in hout. Een in purperhart gesneden kop van Anni is opgenomen in de collectie van het Drents Museum. De Roos inspireerde haar man om ook te gaan fotograferen. Ze kregen drie kinderen, van wie de jongste jong overleed. In 1916 verhuisde het gezin naar Blaricum. Rädecker had ondertussen gevoelens opgevat voor een andere vrouw, de zus van zijn vriend Ten Herkel. De Roos stemde in met een ménage à trois, waarop Jo ten Herkel -die door Rädecker voor het gemak ook Anni werd genoemd- onderdeel ging uitmaken van het gezin. De Roos verliet in 1916 haar man en vond dankzij zwager Willem Rädecker onderdak in een atelierwoning in Bergen. De officiële scheiding vond in 1918 plaats. Rädecker hetrouwde in datzelfde jaar met Ten Herkel. 
Goedewaagen-de Roos
In 1917 leerde De Roos, vermoedelijk via Toppie Bendien, de filosofiestudent Tobie (Tom) Goedewaagen (1895-1980) kennen.
Ze gingen een half jaar later samenwonen in het Gooi en trouwden nadat Annie zwanger bleek te zijn, op 10 juni 1919 in Blaricum. Het stel kreeg twee kinderen. Goedewaagen, die in 1923 promoveerde, werd in 1925 privaatdocent in de geschiedenis van de post-Kantiaanse filosofie. Hij was aanvankelijk een goede stiefvader voor de kinderen Rädecker, maar dat veranderde halverwege de jaren 20. Het leidde geregeld tot ruzie en het stel ging in 1928 uit elkaar, hun dochter bleef bij hem wonen. De Roos keerde met hun zoon en haar twee andere kinderen terug naar Amsterdam. 
In januari 1941 exposeerde De Roos met Arnold Davids, Ferdinand Erfmann, Dirk Filarski, Bobette van Gelder, Ger Langeweg, Elie Neuburger en Willem Rädecker bij galerie Hungaria aan de Leidsestraat in Amsterdam. De recensent van het Algemeen Handelsblad was positief over haar werk "Bijzonder opmerkelijk zijn de teekeningen van Annie de Roos. Het karakter ervan valt moeilijk te omschrijven. Men kan deze werkjes verhalend noemen, verhalend niet in de beteekenis van anecdotisch echter, want alle literatuur, iedere bedoeling de een of andere gedachte tot uitdrukking te brengen is er vreemd aan. Annie de Roos vertelt niet van de dingen, maar van de schoonheid der dingen. Zij geeft als het ware een opsomming van schoonheden, die zij opmerkte of die haar troffen. Maar opsomming is ook weer het rechte woord niet; immers elk harer teekeningen vormt een volkomen eenheid. Niet gestreefd is naar uitbeelding van de visueele werkelijkheid; veeleer is getracht een denkbeeld, een begrip van de schoonheid van de werkelijkheid te geven." Eind dat jaar exposeerde ze met Aart van Dobbenburgh bij de kunstzaal Van Lier, kunstcriticus Kasper Niehaus, die De Roos' eerder borduur- en kantwerk en tekeningen kende, sprak van een ontdekking: "De klare, lichte teekeningen dezer debutante, waarbij men soms aan primitieve en Balische schilderijen denkt, troosten ons met haar naïeve schoonheid over veel zwaarwichtige olieverfschilderijen in lijst van arrivé's." Eind 1970 exposeerde ze nog tekeningen en borduursels in het Rosa Spier Huis in Laren.
Annie de Roos overleed op 83-jarige leeftijd.
- Biografisch Portaal: 80484698
- RKD-Nederlands Instituut voor Kunstgeschiedenis: 68053